# Rukbat
Rukbat (α Sagittarii / α Sgr / HD 181869) és un estel a la constel·lació del Sagitari de magnitud aparent +3,97. Encara que ostenta la denominació de Bayer Alfa, dista molt de ser la més brillant de la constel·lació, car és la quinzena més brillant de la mateixa. El seu nom —escrit de vegades com Rucba— prové de l'àrab Ar-Rukbah i significa «el genoll», indicant la seva posició en el cos de l'arquer. També és coneguda per la denominació d'Alrami, terme que significa «l'arquer», en referència al conjunt de la constel·lació.
A una distància de 170 anys llum del sistema solar, Rukbat és un estel blanc-blavós de tipus espectral B8V i 12.370 K de temperatura efectiva. Llueix amb una lluminositat 112 vegades superior a la lluminositat solar. Amb un diàmetre 2,3 vegades més gran que el del Sol, la seva massa és entre 3 i 3,2 vegades major que la massa solar. El seu contingut metàl·lic (metal·licitat) és comparable al solar. Està envoltada d'un núvol de pols —probablement en forma de disc—, similar a la descoberta al voltant de Vega (α Lyrae). Així mateix, és una font feble de raigs X.
Encara que l'anàlisi espectral indica que Rukbat pot tenir una companya propera, fins al moment la seva cerca no ha donat resultats.